# Esteban Font
Esteban Font Castell, né le 21 août 1919 à Barcelone (Catalogne, Espagne), est un footballeur espagnol qui jouait au poste de gardien de but.

## Carrière
Esteban Font débute au FC Barcelone lors de la saison 1942-1943. Il ne joue qu'un seul match de championnat avec le Barça, le titulaire dans les buts étant Luis Miró.
Il joue la saison 1947-1948 dans les rangs de l'Alcoyano en première division (7 matchs joués).
Il joue ensuite deux saisons avec le club de Linense (1953-1955) en deuxième division (49 matchs joués).